# Magatzems Botines Morera
Els Magatzems Botines Morera és una obra modernista de Cervera (Segarra) protegida com a Bé Cultural d'Interès Local.

## Descripció
Els Magatzems Botines Morera són quatre edificis que es caracteritzen per un remat de forma més o menys triangular amb profusió de motius decoratius de tipus vegetal. L'edifici d'aquest conjunt que avui es conserva millor és el que acull els Tallers Cornellana. La façana s'estructura en dos nivells. La planta baixa és configurada a partir de la portada d'arc de mig punt i dues finestres rectangulars a cada costat. Una cornisa motllurada la separa del tester, amb una obertura central d'arc de mig punt i un remat superior conformat a partir de tres replans -més alt el del mig- culminats per decoració vegetal. Destaca la reixa situada entre dos edificis, pel seu acurat treball de forja i la inscripció "Botines- Morera". Aquesta se sustenta en dos pilars de pedra sobre podis i capitell motllurat.